# Minimalisme (philosophie)
 (juillet 2021).
La mise en forme du texte ne suit pas les recommandations de Wikipédia : il faut le « wikifier ».
Les points d'amélioration suivants sont les cas les plus fréquents. Le détail des points à revoir est peut-être précisé sur la page de discussion.
- Les titres sont pré-formatés par le logiciel. Ils ne sont ni en capitales, ni en gras.
- Le texte ne doit pas être écrit en capitales (les noms de famille non plus), ni en gras, ni en italique, ni en « petit »…
- Le gras n'est utilisé que pour surligner le titre de l'article dans l'introduction, une seule fois.
- L'italique est rarement utilisé : mots en langue étrangère, titres d'œuvres, noms de bateaux, etc.
- Les citations ne sont pas en italique mais en corps de texte normal. Elles sont entourées par des guillemets français : « et ».
- Les listes à puces sont à éviter, des paragraphes rédigés étant largement préférés. Les tableaux sont à réserver à la présentation de données structurées (résultats, etc.).
- Les appels de note de bas de page (petits chiffres en exposant, introduits par l'outil «  Source ») sont à placer entre la fin de phrase et le point final[comme ça].
- Les liens internes (vers d'autres articles de Wikipédia) sont à choisir avec parcimonie. Créez des liens vers des articles approfondissant le sujet. Les termes génériques sans rapport avec le sujet sont à éviter, ainsi que les répétitions de liens vers un même terme.
- Les liens externes sont à placer uniquement dans une section « Liens externes », à la fin de l'article. Ces liens sont à choisir avec parcimonie suivant les règles définies. Si un lien sert de source à l'article, son insertion dans le texte est à faire par les notes de bas de page.
- La présentation des références doit suivre les conventions bibliographiques. Il est recommandé d'utiliser les modèles {{Ouvrage}}, {{Chapitre}}, {{Article}}, {{Lien web}} et/ou {{Bibliographie}}. Le mode d'édition visuel peut mettre en forme automatiquement les références.
- Insérer une infobox (cadre d'informations à droite) n'est pas obligatoire pour parachever la mise en page.

Pour une aide détaillée, merci de consulter Aide:Wikification.
Si vous pensez que ces points ont été résolus, vous pouvez retirer ce bandeau et améliorer la mise en forme d'un autre article.
Pour les articles homonymes, voir Minimalisme.
Le minimalisme est une approche en philosophie et en linguistique (voir également : Programme minimaliste) qui cherche « une théorie simple de la vérité ».
Il désigne aussi un mode de vie qui, selon des auteurs comme Kyle Chakya à l'origine influencé par le courant artistique du même nom, s'est développé dans les pays occidentaux mais émerge aussi dans des cultures fortement influencés par le consumérisme et en réaction à celui-ci, comme le montre l'exemple du mouvement Tangping en Chine. Ses origines lointaines lient le minimalisme à des courants religieux et ascétiques comme la philosophie Bouddhiste Zen ou la communauté des Shakers irlandais. Le minimalisme japonais a donné naissance au Danshari 断捨離 (dan 断 refuser, sha 捨 jeter, ri 離 séparer) qui peut être rapproché des "4R" du mouvement minimaliste et zéro déchet : Refuser, Réduire, Remplacer, Recycler.

## Concept

### Linguistique et philosophie
Pour Noam Chomsky, la faculté de langage, une propriété biologique de notre espèce, définit donc de façon très restrictive le fonctionnement de toute langue qui cherche la réduction des possessions matérielles au minimum nécessaire.
Selon Paul Horwich, il caractérise une approche déflationniste qui considère la vérité comme une simple fonction logique, ne pouvant par conséquent pas tenir de rôle dans la philosophie du langage ni la métaphysique.

### Philosophie de vie
Selon Chris Wray, qui écrit un blog britannique sur le minimalisme, TwoLessThings.co.uk, il s'agit de supprimer toutes les choses qui nous distraient de ce qui est important dans nos vies.
Pour les minimalistes extrêmes, comme Andrew Hyde, qui vit dans le Colorado aux États-Unis, cela signifie ne posséder qu'une quinzaine d'objets. Pour d'autres, cela signifie se débarrasser de l'excès jusqu'à ce qu'il ne vous reste que l'essentiel, selon la définition de chacun.
Le minimalisme a tendance à s'épanouir dans les pays qui ont adopté la culture de la consommation, comme les États-Unis, le Royaume-Uni et certaines parties de l'Europe. Cependant il est possible de vivre une vie minimaliste n'importe où afin de garder plus d'argent pour l'épargne et pour vivre des expériences exceptionnelles, et avoir moins d'affaires à entretenir et à nettoyer.

### Liens avec le monde de l'art
Kyle Chayka est l'auteur de The Longing for Less : Living with Minimalism. Lorsqu'il a commencé à l'écrire, il a été rebuté par la façon dont le minimalisme était devenu une marchandise - une panacée suffisante pour contrer le malaise du capitalisme tardif avec les livres de Marie Kondo et des pèlerinages saisonniers au Container Store. Son propre minimalisme était une conséquence de sa vie d'écrivain sous-payé à New York : pas de sous-sol ni de placard, donc pas d'espace de rangement pour les affaires
Mais ces deux types de minimalisme - l'image de marque d'un style de vie élégant et l'austérité forcée - ne traduisent pas vraiment l'ampleur du sujet que Chayka explore dans ce petit livre. Il se penche sur l'art, l'architecture, la musique et la philosophie pour comprendre pourquoi l'idée du « moins c'est plus » refait sans cesse surface
Son livre paru en 2020 se concentre sur ces origines et sur les figures culturelles des années 1960 dont le mouvement tire son nom : « Le minimalisme avec un grand M », comme el le dit. Des artistes comme Donald Judd, Dan Flavin, Agnes Martin ; des compositeurs de musique comme John Cage, Philip Glass et Julius Eastman ; et des designers, écrivains, architectes et artistes auxquels l'étiquette a été appliquée.
« Lorsque le minimalisme a commencé dans le monde de l'art, il s'agissait de trouver la beauté dans des choses inattendues, comme dans les matériaux industriels, chose qui était auparavant ignorée, et de leur trouver de la valeur - pas de créer quelque chose de totalement vierge et vide », explique Chayka.

## Dans la culture
En 2016, quand le documentaire (disponible sur Netflix) Minimalism: a documentary about the important things, signé Joshua Fields Millburn et Ryan Nicodemus, le met en lumière, Colin Wright se revendique « entrepreneur et voyageur à temps plein ». Il avoue n'avoir que 51 « possessions » dans le monde entier.
« Un mode de vie minimaliste implique d'être attentif aux choses que l'on possède, à celles que l'on achète et à la façon dont on passe son temps », explique Francine Jay, auteure de The Joy of Less. « C'est un mode de vie qui valorise les expériences plus que les possessions ».